# Claude François (peintre)
Pour les articles homonymes, voir Claude François (homonymie), François et Frère Luc.
Claude François, plus connu sous son nom en religion de « Frère Luc », né en 1614 à Amiens et mort le 17 mai 1685 à Paris, est frère franciscain récollet et artiste peintre français.

## Biographie

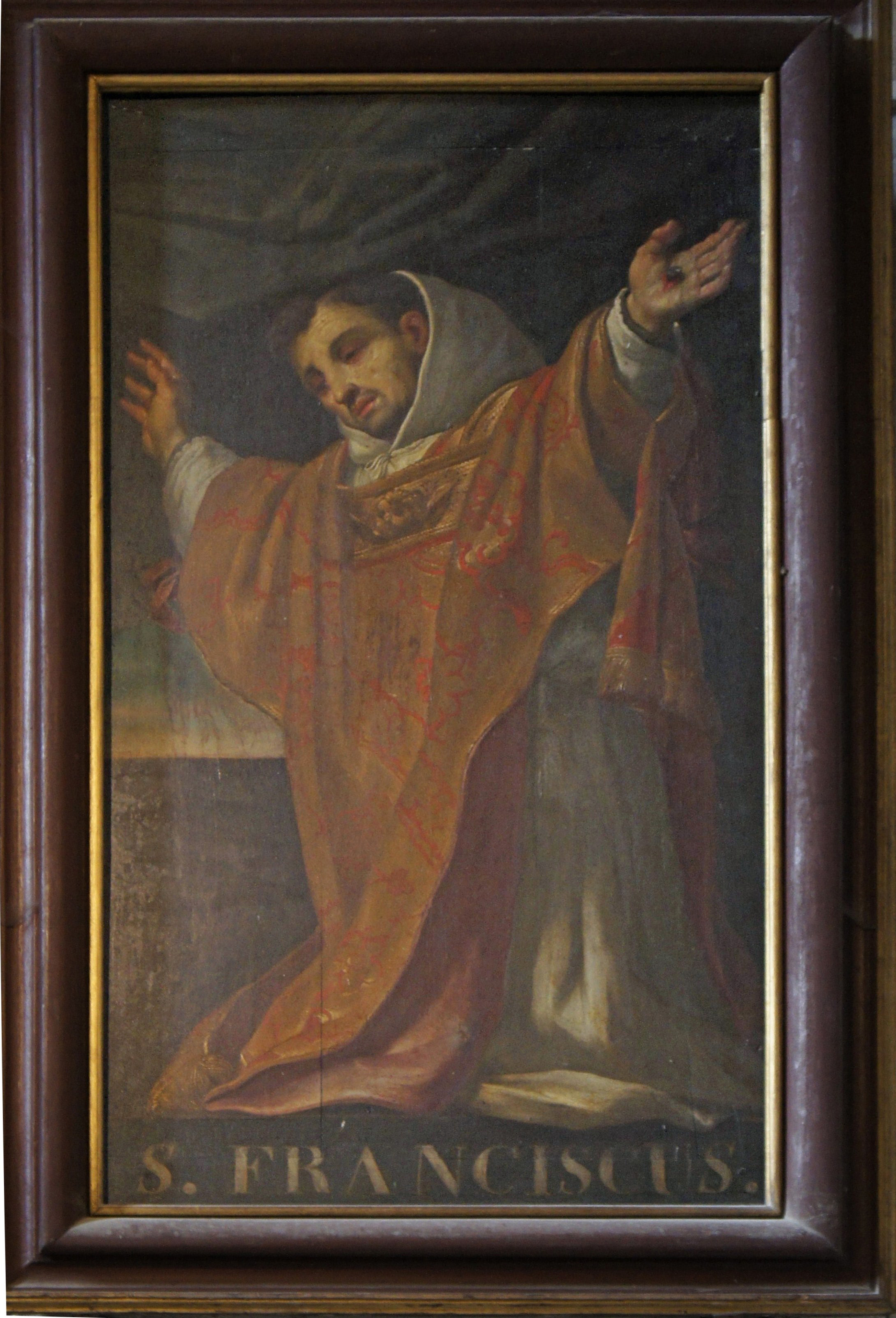
Saint François à la collégiale de Châlons.

Claude François est le fils de Mathieu François, drapier à Amiens, et de Perrette Prieur. Il naît à Amiens probablement en 1614.
Il se rend à Paris vers 1632 et intègre l’atelier de Simon Vouet, où il se forme à la peinture et au dessin. 
En 1634, il est signalé à Rome, où il copie l'Assomption de Bassano qui orne le maître-autel de Saint-Louis-des-Français, pour illustrer le guide de Rome que préparait le père Nicolas de Bralion. Il étudie les œuvres de Raphaël et de Guido Reni. 
De retour à Paris en 1639, il s’établit comme peintre. Il aurait travaillé (vers 1640-1642) à la Grande Galerie du Louvre, sous la direction de Nicolas Poussin, et aurait obtenu un brevet de peintre ordinaire du roi.
En 1644, il entre dans les ordres, devenant frère Récollet, dans le couvent des Récollets du faubourg Saint-Laurent. Il prononce ses vœux le 8 octobre 1645, sous le nom de « Frère Luc » (saint Luc est le patron des peintres). 
Dès les années 1640, il peint de nombreux tableaux pour les différents couvents Récollets de France. En 1655, il peint les tableaux des Récollets de Châlons et de Melun. En 1660 il peint les tableaux de celui de Rouen. Dans les mêmes années, il peint des tableaux pour les Récollets d’Orléans (un tableau est conservé au musée des Beaux-Arts d’Orléans). Vers 1670, il peint des tableaux pour celui de Saint-Germain-en-Laye (dont on conserve l'Adoration des Mages du maître-autel, et un Saint Pierre d'Alcantara' peint pour l'autel de Sainte-Thérèse). 
Il peint (avant 1661) huit tableaux sur l'histoire d’Achille, destinés à être traduits en tapisseries dans les ateliers de Raphaël de La Planche, à Paris. L'un des tissages a servi dans les années 1690 à décorer le château de Meudon. Au moins deux tissages sont connus : du premier est conservé une entre-fenêtre représentant Achille et Ulysse quittant Scyros (Paris, Mobilier national), une pièce représentant Achille reconnu par Ulysse parmi les filles de Lycomède (Paris, musée du Louvre), et Thétis confiant Achille au centaure Chiron (localisation inconnue). D’un second tissage sont connus Achille arrivant à la cour du roi Lycomède, Ulysse reconnaissant Achille parmi les filles de Lycomède, Achille et Patrocle, Achille et Pâris, et La Mort d'Achille (toutes non localisées).
Vers 1668-1670, la reine Marie-Thérèse lui commande un Saint Louis portant la couronne d’épines (Albi, musée Toulouse-Lautrec) pour son oratoire privé. 
En 1670, il est envoyé en mission en Nouvelle-France, à l’occasion du rétablissement de la mission franciscaine en Amérique. Le 22 mai 1670, il s’embarque à La Rochelle sur la frégate Sainte-Hélène, accompagné de cinq autres récollets (dont Anselme Bardou, architecte, chargé de la construction du couvent Notre-Dame-des-Anges, et de l’Hôtel-Dieu de Québec). Il débarque à Québec le 18 août 1670. Il reste au Canada jusqu’à l’automne 1671, et y peint une trentaine de tableaux : une Assomption pour le maître-autel et un autre tableau pour le chœur des religieux des Récollets de Québec, une Sainte Famille pour l’église paroissiale Notre-Dame de Québec, une Assomption et une Adoration des mages pour les Jésuites. Il peint aussi des tableaux pour les églises de l’Ange-Gardien, du Château-Richer, de Sainte-Anne-de-Beaupré (Saint Joachim, et la Vierge à l'Enfant), de la Sainte-Famille à l’île d’Orléans (la Sainte Famille), et de l'Hôtel-Dieu de Québec. Il est de retour en France début 1672.
Entre 1672 et 1675, il séjourne au couvent des Récollets de Sézanne, et réalise le décor de leur chapelle (cinq tableaux sur la vie de saint François, et des tableaux pour le maître-autel). Il se réinstalle ensuite chez les Récollets de Paris et réalise le décor de la chapelle en 1679 (avec un cycle de huit tableaux sur la vie de saint François, et une Nativité pour le maître-autel).
Au couvent des Récollets de Paris, il tient un atelier où il forme plusieurs élèves : Louis de Nameur, Roger de Piles, Arnould de Vuez, Claude Simpol et Jacques Galliot. 
En 1680, il peint une Notre Dame du Rosaire pour la chapelle de la Salpêtrière. 
Il meurt le 17 mai 1685 au couvent des Récollets de Paris.

## Œuvres
- Amiens, Musée de Picardie :

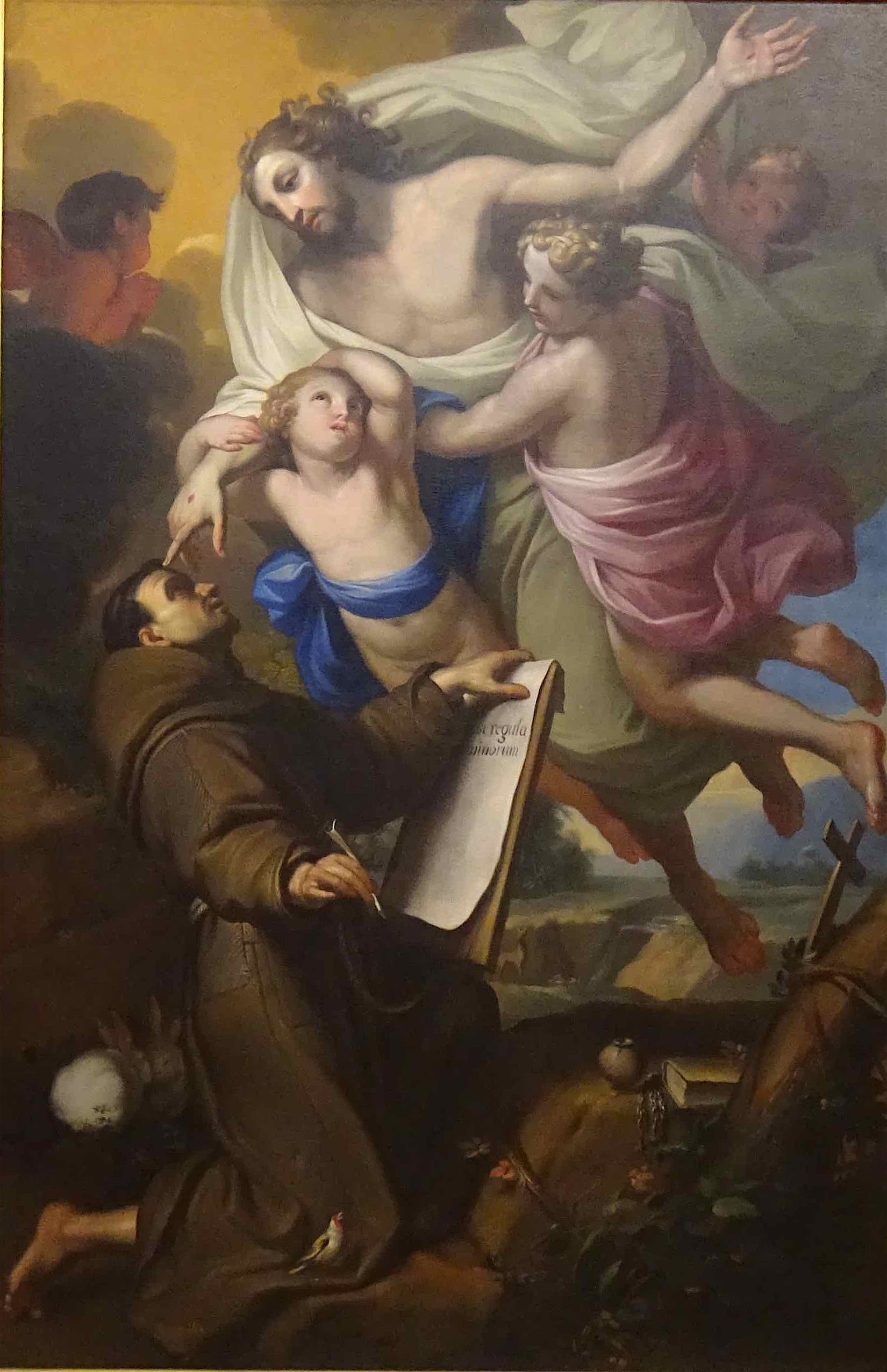
Le Christ dicte la règle à saint François.

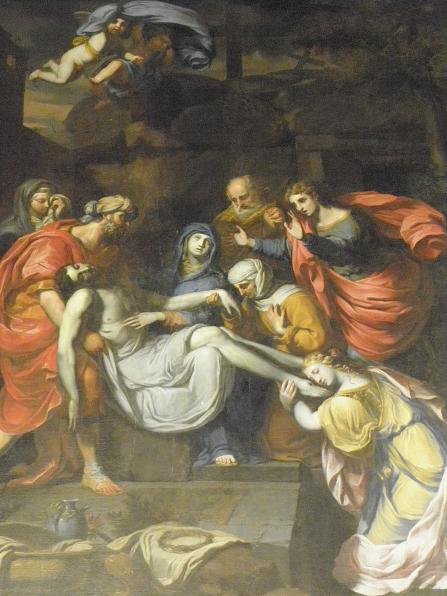
Mise au tombeau.

  - Puy d'Amiens de 1666 offert par François Quignon : Croix aimable à Jésus quoiqu'ignominieuse[1].
  - Le Christ
- Châlons-en-Champagne :
  - collégiale Notre-Dame-en-Vaux : 
    - Saint Memmie, peint au couvent des Récollets ;
    - Saint François, peint au couvent des Récollets de Châlons, actuellement ;
    - La montée au calvaire ;

  - Musée des beaux-arts et d'archéologie :
    - Saint François d'Assise présenté au Christ,
    - Dieu le père entouré d'anges,
    - Saint François d'Assise présenté au Christ,
- Champlain, église Notre-Dame-de-la-Visitation de Champlain : Immaculée-Conception, (après 1664 et avant 1685) ;
- Fécamp, Musée des Pêcheries, Achille et Ulysse quittant Scyros (Legs Fessard, 1995), huile sur toile[2].
- Lesneven, église paroissiale Saint-Michel, Nativité ;
- Montereau-Faut-Yonne, Collégiale Notre-Dame-et-Saint-Loup, Mise au Tombeau[3].
- Orléans, Musée des Beaux-Arts : Saint François d’Assise ayant la vision de la fiole d’eau transparente ou La Vision de la fiole d’eau transparente, 1640-1670, huile sur toile, 180 x 133 cm[4].
- Ottawa, Musée des beaux-arts du Canada, Saint Bonaventure, achat en 1998.
- Paris :
  - Église Saint-Jean-Saint-François, cycle de cinq toiles sur la vie de saint François d'Assise
  - Beaux-arts de Paris,La Décollation de saint Jean-Baptiste, plume et encre brune, lavis brun, gris et bleu avec rehauts de gouache blanche sur papier beige. H. 0,220 ; L. 0,165 m[5].

Ce projet permet d'apprécier l'écriture vive et enlevée de l'artiste, mais aussi les partis pris efficaces de sa mise en page pour rendre compte de la violence de la scène. Sa technique s'applique à rendre au mieux les effets picturaux et révèle le grand talent de dessinateur de Claude François.
- Québec, 
  - Musée des augustines de l'Hôtel-Dieu : 
    - Portrait de Jean Talon, 1671 [7].

  - Musée national des beaux-arts du Québec :
    - L'Ange gardien, 1671[8].